# Tipula rutila
Tipula rutila är en tvåvingeart som beskrevs av Evgenyi Nikolayevich Savchenko 1952. Tipula rutila ingår i släktet Tipula och familjen storharkrankar. Inga underarter finns listade i Catalogue of Life.